# Nowe legendy
Legendy (ang. New Legends) – antologia opowiadań hard science fiction pod redakcją Grega Beara. Wśród autorów są zarówno uznani pisarze, jak Ursula K. Le Guin, Poul Anderson, Robert Sheckley, jak i młodzi pisarze Carter Scholz czy James Stevens-Ace. 
Wydany w USA w wydawnictwie Tor Books w 1995 r., w Polsce wydało wydawnictwo Prószyński i S-ka w 1997 r.

## Spis treści
- Greg Bear – Wstęp,

Część pierwsza Wybory
- Mary Rosenblum(inne języki) – Elegia (Elegy)
- Sterling Blake – Rachunek rozpaczy (A Desperate Calculus)

Część druga Dojrzewanie
- James Stevens-Ace – Sceny małżeńskie z przyszłości (Scenes from a Future Marriage)
- Ursula K. Le Guin – Dojrzewanie w Karhidzie. Napisał Sov Thade Tage Em Ereb z Rer, w Karhidzie na Gethen (Coming of Age in Karhide By Sov Thade Tage Em Ereb, of Rer, in Karhide, on Gethen)

Część trzecia Oni i my
- Gregory Benford – Otchłań w niebiosach (High Abyss)
- Paul J. McAuley – Świadectwo anioła (Recording Angel)
- Sonia Orin Lyris(inne języki) – Gdy obcy się spotykają (When Strangers Meet)
- Robert Sheckley – Dzień, w którym przybyli obcy (The Day the Aliens Come)

Część czwarta Zwyciężyć, przegrać lub zremisować
- Greg Abraham – Gnota
- Geoffrey A. Landis(inne języki) – Wojna Rorvika (Rorvik's War)
- Carter Scholz – Projekt "Promienność" (Radiance)
- Gregory Benford – Stare legendy (Old Legends)

Część piąta Zbawienie
- Robert Silverberg – Czerwony blask - poranek (The Red Blaze is the Morning)
- George Alec Effinger – Jeden (One)

Część szósta Szyfry
- Poul Anderson – Strach na wróble (Scarecrow)
- Greg Egan – Dywany Wanga (Wang's Carpets)